# Archibald Geikie

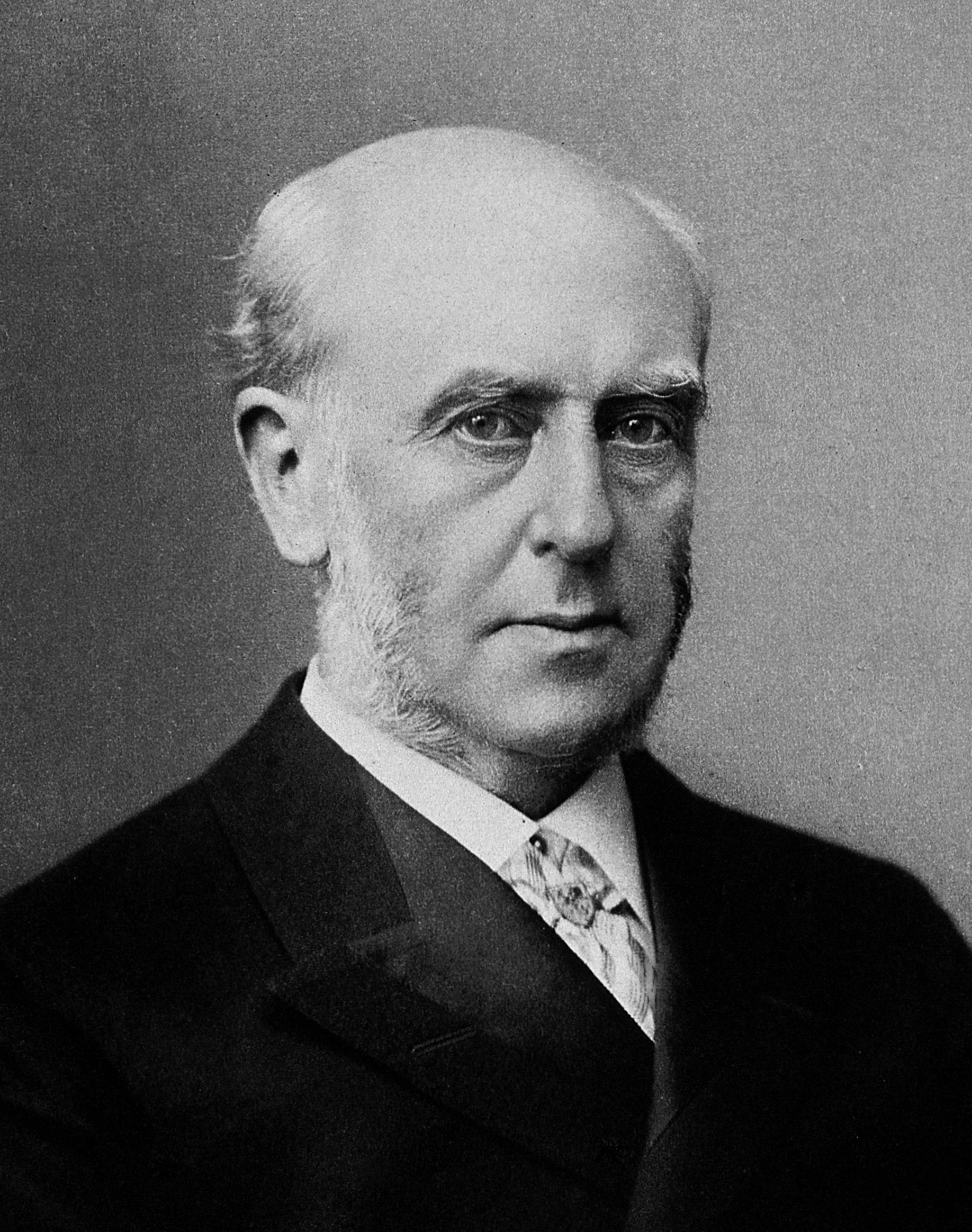
Archibald Geikie

Sir Archibald Geikie (ur. 28 grudnia 1835 w Edynburgu, zm. 10 listopada 1924 w Haslemere) – szkocki geolog.
Syn Jamesa Stuarta i Isabelli z domu Thom. Starszy brat Jamesa. W latach 1871–1882 wykładał geologię na Uniwersytecie Edynburskim. Od 1867 dyrektor Geological Survey of Scotland, następnie w latach 1882-1901 dyrektor British Geological Survey. Członek Królewskiego Towarzystwa Edynburga oraz Royal Society. Laureat Medalu Murchisona oraz Nagrody im. Makdougalla Brisbane